# East Saginaw

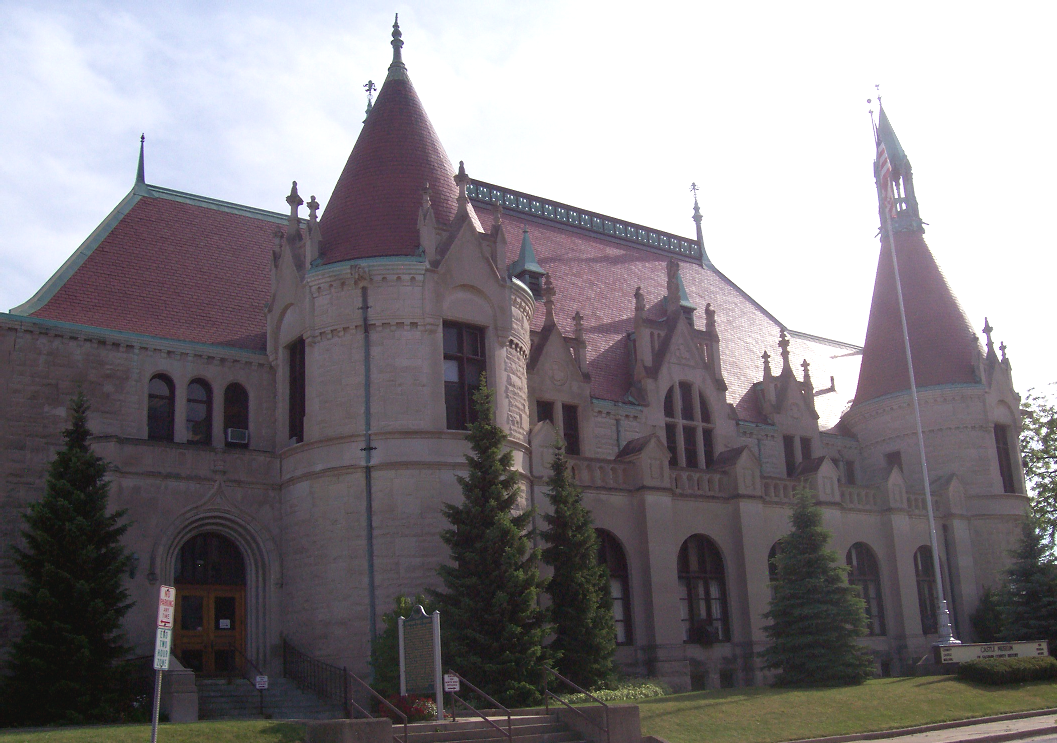
Castle Museum

East Saginaw (IPA: [iːst ˈsægınɔː]) ist ein Ort im US-Bundesstaat Michigan mit rund 20.000 Einwohnern. Er wurde 1850 gegründet und erhielt 1857 das Stadtrecht; jedoch wurde East Saginaw 1890 mit Saginaw City zu Saginaw vereinigt. Bekannte in diesem Ort geborene Bürger sind Adolphe und Arthur Caille sowie Ferdinand Brucker.